# Lasioglossum interruptum
Lasioglossum interruptum is een vliesvleugelig insect uit de familie Halictidae. De wetenschappelijke naam van de soort is voor het eerst geldig gepubliceerd in 1798 door Panzer.